# Municipio de Little Sioux (condado de Woodbury)
El municipio de Little Sioux (en inglés: Little Sioux Township) es un municipio ubicado en el condado de Woodbury en el estado estadounidense de Iowa. En el año 2010 tenía una población de 483 habitantes y una densidad poblacional de 5,24 personas por km².

## Geografía
El municipio de Little Sioux se encuentra ubicado en las coordenadas 42°16′17″N 95°57′52″O / 42.27139, -95.96444. Según la Oficina del Censo de los Estados Unidos, el municipio tiene una superficie total de 92.16 km², de la cual 91,86 km² corresponden a tierra firme y (0,33 %) 0,31 km² es agua.

## Demografía
Según el censo de 2010, había 483 personas residiendo en el municipio de Little Sioux. La densidad de población era de 5,24 hab./km². De los 483 habitantes, el municipio de Little Sioux estaba compuesto por el 97,72 % blancos, el 0,21 % eran amerindios, el 1,04 % eran de otras razas y el 1,04 % eran de una mezcla de razas. Del total de la población el 3,31 % eran hispanos o latinos de cualquier raza.